# 마르그리트루이즈 도를레앙
마르그리트루이즈 도를레앙(프랑스어: Marguerite-Louise d'Orléans), 이탈리아식으로는 마르게리타 루이사(이탈리아어: Margherita Luisa, 1645년 7월 28일 ~ 1721년 9월 17일)는 토스카나 대공국의 코시모 3세의 아내다.

## 생애
1645년 루브르 궁에서 오를레앙 공 가스통과 그 두 번째 아내인 로렌의 마르그리트 사이의 딸로 태어났다. 프랑스식 이름은 마르그리트 루이즈 도를레앙（프랑스어: Marguerite Louise d'Orléans）이다. 로렌 공작 샤를을 연인으로 두고 있었으나 1652년 쥘 마자랭 추기경의 주선으로 토스카나 대공국과 혼담이 진행되어 1661년 성대한 결혼식을 올렸다. 마르게리타 루이사는 명랑하고 활기가 넘쳤으며 고집이 세고 이기적인 성격이기도 했다. 자유분방한 궁정 생활에 익숙해져 있던 마르게리타 루이사에게 피렌체 궁정은 답답하고 지루하게 느껴졌고, 금욕적인 성품으로, 육체적인 관계를 싫어하는 남편과의 사이도 좋지 않았다. 시아버지 페르디난도 2세 데 메디치는 며느리가 데리고 온 프랑스인 수행원들을 쫓아내고 갖은 압력을 가해 마르게리타 루이사의 가장 중요한 의무인 공국의 후계자 생산을 완수하도록 했다. 마르게리타는 남편과 동침하기를 거부했고, 임신 사실을 알고 유산하려고 애를 쓰기도 했다. 마르게리타가 코시모 3세와의 동침을 거부하자 루이 14세는 올바르게 처신할 것을 종용해야 했으며, 코시모 3세는 잠시 떨어져 있는 편이 부부생활에 낫다는 생각을 여러 번에 걸쳐 외국을 여행하기도 했다. 그러나 그녀는 결국 남편과의 사이에서 세 명의 아이들을 낳았다. 순조롭지 않은 결혼 생활 끝에 마르게리타 루이사는 1675년 6월 12일 아이들을 두고 홀로 프랑스에 돌아와서 고향에서 생을 마쳤다.

## 자녀
- 페르디난도(1663~1713) 토스카나 대공자
- 안나 마리아 루이자(1667~1743) 팔츠 선제후비
- 잔 가스토네(1671~1737) 토스카나 대공